# Peter Weiderud
Peter Weiderud, född 16 oktober 1957 i Karlstad, är en svensk politiker och journalist, som sedan 2015 är direktör för Svenska institutet i Alexandria.

## Biografi
Weiderud var under perioden 2005-2015 förbundsordförande för Sveriges kristna socialdemokraters förbund och var i egenskap av detta adjungerad i ledamot  av Socialdemokraternas verkställande utskott. 
Han har tidigare bl.a. tjänstgjort som politisk rådgivare i UD, varit utrikespolitisk chef vid Kyrkornas Världsråd i Genève, utrikeschef i Svenska kyrkan, chef för enheten för fred, miljö och rättvis vid Sveriges Kristna Råd samt generalsekreterare för Kristna Fredsrörelsen. Han har även arbetat som generalsekreterare för Parlamentarikerforum för lätta vapen-frågor.
Weiderud är sedan den 1 april 2015 direktör på Svenska institutet i Alexandria med uppdrag att bredda, fördjupa och utveckla dialogen med ett område som sträcker sig från Marocko till Persiska viken.

## Familj
Peter Weiderud är gift med Salpy Eskidjian Weiderud och har fyra barn.